# Завада (Сташовський повіт)
Завада (пол. Zawada) — село в Польщі, у гміні Поланець Сташовського повіту Свентокшиського воєводства.
У 1975-1998 роках село належало до Тарнобжезького воєводства.